# Norcarotenoide
Norcarotenóide é qualquer substância química cuja estrutura carbônica principal difere daquela da dos carotenóides usuais, quer pela perda de um ou mais átomos de carbono, quer  pela contração do tamanho de um anel.